# Dania Hohmann
Dania Hohmann (geb. 17. Oktober 1974 in Hagen) ist eine deutsche Theaterregisseurin.

## Leben und Wirken
Hohmann wuchs in Plettenberg auf. Ab 1996 sammelte sie erste Erfahrungen im Theater, u. a. als Darstellerin am Düsseldorfer Schauspielhaus unter Karin Beier. Von 1998 bis 2001 absolvierte sie in Hamburg ihre Schauspielausbildung. Ab 2001 folgten freie Theater- und Filmprojekte, u. a. eine Faust-Adaption. Von 2004 bis 2009 war sie Regieassistentin am Hamburger St. Pauli Theater.
Als Regisseurin arbeitet sie u. a. am St. Pauli Theater sowie am Imperial Theater in Hamburg, bei den Ruhrfestspielen Recklinghausen und am Theater unterm Dach in Berlin. Zudem arbeitet sie seit 2007 regelmäßig mit Schülern der Stadtteilschule am Hafen, Standort St. Pauli in Kooperation mit dem St. Pauli-Theater, wo die Aufführungen stattfinden.
Hohmann ist seit 2009 verheiratet mit dem Regisseur Ulrich Waller und lebt in Hamburg und in Italien.

## Theaterinszenierungen
- 2004: Kälteidiotie, szenischer Liederabend, Imperial Theater, Hamburg[6]
- 2006: Schwestern – wunderbar unnahbar, szenischer Liederabend, Polittbüro Hamburg/Ruhrfestspiele Recklinghausen
- 2008: Das Spiel ist aus von Jean-Paul Sartre, Theater am Holstenwall, Hamburg
- 2009: Gilgi, eine von uns von Irmgard Keun, UA, St. Pauli Theater, Renaissance-Theater Berlin, Ruhrfestspiele Recklinghausen
- 2010: Ein Fräulein wird verkauft – Die Geschichte von Agnes und Anna Pollinger, nach Ödön von Horvath, St. Pauli Theater
- 2011: Hinterm Horizont, das Udo Lindenberg-Musical, Theater am Potsdamer Platz (Regie-Mitarbeit)
- 2011: Monsterballade von Ulrich Zaum, UA, Ruhrfestspiele Recklinghausen/St. Pauli Theater
- 2012: Hundert Jahre in 100 Minuten – eine Axel Springer-Revue, Berlin (Regie-Mitarbeit)
- 2013: 36 Stunden nach Ödön von Horvath, Ruhrfestspiele Recklinghausen/St. Pauli-Theater
- 2014 Irgendwo angespült, szenischer Liederabend, Ruhrfestspiele Recklinghausen
- 2014: Albicocche rosse – Blutige Aprikosen, deutsch-italienisches Theaterprojekt zum 70. Jahrestag eines Massakers deutscher Soldaten in einem italienischen Dorf, (Co-Regie mit Matteo Marsan, Ulrich Waller) Teatro Vittorio Alfieri Castelnuovo Berardenga / St. Pauli Theater
- 2015: Bonjour Tristesse, nach dem Roman von Françoise Sagan, UA, Ruhrfestspiele Recklinghausen / St. Pauli Theater, Renaissance Theater Berlin[7]
- 2016: Amara terra mia – Mein bitteres Land, deutsch-italienisches Theaterprojekt über die italienische Migranten in D, die "Gastarbeiter", (Co-Regie mit M.Marsan, U.Waller) Ruhrfestspiele Recklinghausen/Teatro Vittorio Alfieri Castelnuovo Berardenga/Theatre de la Ville, Luxemburg / St. Pauli Theater
- 2017: Sehnsuchtsmädchen – auf den Spuren von Jean Seberg, UA Ruhrfestspiele Recklinghausen/Theatre de la Ville, Luxemburg/St. Pauli Theater
- 2018: La grande gelata – Der große Frost, zweites deutsch-italienisches Theaterprojekt über die italienische Migranten in Deutschland, (Co-Regie mit M.Marsan und U.Waller), Teatro Vittorio Alfieri Castelnuovo Berardenga / St. Pauli Theater
- 2019: Unterm Teppich, Projekt von Ilona Schulz und Dania Hohmann, UA Theater unterm Dach, Berlin
- 2020: Cabaret, Musical von Kander und Ebb, Hansa-Theater Hamburg, (Co-Regie)
- 2021: Ich bin die Leander -  Zarah auf Probe von Tim Fischer und Ulrich Heissig, Szenische Einrichtung, UA St.Pauli Theater
- 2023: Il paradiso é sempre altrove - Das Paradies ist immer woanders, Co-Regie mit M. Marsan, U.Waller (Co-Produktion mit Teatro Vittorio Alfieri Castelnuovo Berardenga) (UA), San Gusmé (SI)

## Filmprojekte
- 2002 Die Möwe Kurzfilm nach Anton Tschechow (mit Manja Kuhl)
- 2020 Amara terra mia – Mein bitteres Land – die Geschichte der italienischen „Gastarbeiter“. (Regie zusammen mit Eduard Erne und Ulrich Waller) NDR/arte, 66/82 min